# Microregione di Uberlândia
Uberlândia è una microregione del Minas Gerais in Brasile, appartenente alla mesoregione di Triângulo Mineiro e Alto Paranaíba.

## Comuni
È suddivisa in 10 comuni:
- Araguari
- Araporã
- Canápolis
- Cascalho Rico
- Centralina
- Indianópolis
- Monte Alegre de Minas
- Prata
- Tupaciguara
- Uberlândia